# 村岡夏希
村岡 夏希（むらおか なつき ）は、東京出身の日本の元女子サッカー選手。
日本体育大学卒。現役時代のポジションはフォワード。2004年日本女子サッカーリーグの新人賞受賞者。高校、大学ともに1年後輩の丸山桂里奈とは、中学時代から親交が深い。
　プレースタイルは、オフ・ザ・ボールでの動きのあるプレーにこだわっている。
　2013年シーズン終了をもって現役引退、大学卒業後10年間のLリーガーとしての経歴を残した。

## 経歴
小学2年生の時に兄のやっていたサッカーに感化され、向原SC（現：碑文谷フットボールクラブ）に入部。女子チームでプレーをするほか、男子に混じって試合にも出場。中学時代は、駒沢FC、読売メニーナ（現：日テレ・ベレーザの下部チーム）に所属。読売メニーナでは丸山桂里奈と学年は村岡の方がひとつ上だが、同期入団である。

1997年、女子サッカー創部2年目の東京経営短大村田女子高等学校(現、村田女子高等学校）に入学、同部の強化に後輩の丸山桂里奈とともに尽くしている。丸山によると、同校に進学したのは偶然ではなく、村岡と一緒にサッカーがしたくて進学したと公式ブログで発言している。

高校最後の1999年にはU-18日本女子代表としてフロリダ州オーランドのディズニーランドに行って戦っている。

2000年、日本体育大学入学、同校女子サッカー部に所属した。また、2001年には第21回ユニバーシアード北京大会に招集され、得点を上げている。

2004年、同校卒業後すぐに、伊賀FCくノ一に所属、同年の新人賞を受賞している。ちなみに前年の受賞者近賀ゆかり（ただし所属は大学チームではなく、現：日テレ・ベレーザ）、翌年の受賞者丸山桂里奈と3年続けて、日本体育大学出身者の受賞であった。

2006年、第1回のなでしこリーグオールスターにFWとして出場を果たす。

2010年、ASエルフェン狭山FCに移籍、2012年には同チームのキャプテンを務めている。2013年からはDFなどのポジションも務めている。2013年シーズン終了をもって現役引退。

## 個人成績
| 国内大会個人成績 | 国内大会個人成績   | 国内大会個人成績 | 国内大会個人成績  | 国内大会個人成績 | 国内大会個人成績 | 国内大会個人成績 | 国内大会個人成績 | 国内大会個人成績 | 国内大会個人成績 | 国内大会個人成績 | 国内大会個人成績 |
| 年度             | クラブ             | 背番号           | リーグ            | リーグ戦         | リーグ戦         | リーグ杯         | リーグ杯         | オープン杯       | オープン杯       | 期間通算         | 期間通算         |
| 年度             | クラブ             | 背番号           | リーグ            | 出場             | 得点             | 出場             | 得点             | 出場             | 得点             | 出場             | 得点             |
| 日本             | 日本               | 日本             | 日本              | リーグ戦         | リーグ戦         | リーグ杯         | リーグ杯         | 皇后杯           | 皇后杯           | 期間通算         | 期間通算         |
| ---------------- | ------------------ | ---------------- | ----------------- | ---------------- | ---------------- | ---------------- | ---------------- | ---------------- | ---------------- | ---------------- | ---------------- |
| 2004             | 伊賀FCくノ一       | 21               | L・リーグ1部 (L1) | 14               | 7                | -                | -                |                  |                  | 14               | 7                |
| 2005             | 伊賀FCくノ一       | 11               | L・リーグ1部 (L1) | 20               | 7                | -                | -                | 3                | 3                | 23               | 10               |
| 2006             | 伊賀FCくノ一       | 11               | なでしこ Div.1    | 12               | 1                | -                | -                | 2                | 1                | 14               | 2                |
| 2007             | 伊賀FCくノ一       | 11               | なでしこ Div.1    | 20               | 5                | 3                | 4                | 0                | 0                | 23               | 9                |
| 2008             | 伊賀FCくノ一       | 11               | なでしこ Div.1    | 15               | 3                | -                | -                | 0                | 0                | 15               | 3                |
| 2009             | 伊賀FCくノ一       | 9                | なでしこ Div.2    | 21               | 21               | -                | -                | 3                | 1                | 24               | 22               |
| 2010             | ASエルフェン狭山FC | 14               | なでしこ          | 18               | 0                | 4                | 1                | 1                | 0                | 23               | 1                |
| 2011             | ASエルフェン狭山FC | 14               | なでしこ          | 12               | 4                | -                | -                | 3                | 2                | 15               | 6                |
| 2012             | ASエルフェン狭山FC | 14               | なでしこ          | 17               | 2                | 4                | 0                | 3                | 0                | 24               | 2                |
| 2013             | ASエルフェン狭山FC | 14               | チャレンジ        | 8                | 1                | -                | -                | 1                | 1                | 9                | 2                |
| 通算             | 日本               | 日本             | 1部               | 128              | 29               | 11               | 5                | 12               | 6                | 151              | 40               |
| 通算             | 日本               | 日本             | 2部               | 29               | 22               | -                | -                | 4                | 2                | 33               | 24               |
| 総通算           | 総通算             | 総通算           | 総通算            | 157              | 51               | 11               | 5                | 16               | 8                | 184              | 64               |

## タイトル
- 2000～2003　全日本大学女子サッカー選手権大会優勝（日本体育大学 4連覇）
- 2004 日本女子サッカーリーグ　新人賞
- 2006 第61回国民体育大会 「のじぎく兵庫国体」成年女子サッカー優勝[12]（三重県）

## 代表・選抜歴
- 1999年 U-18日本女子代表　アディダスカップ (アメリカ)[5]
- 2001年 第21回ユニバーシアード北京大会[6]
- 2004年 日本女子代表合宿招集[13]